# John Henry Gurney
John Henry Gurney (Norwich, 4 luglio 1819 – Norwich, 20 aprile 1890) è stato un ornitologo e banchiere britannico.

## Biografia
Figlio unico, Gurney all'età di 10 anni fu mandato da un tutor privato a Leytonstone vicino alla Epping Forest, dove incontrò Henry Doubleday. Da lì si trasferì alla Friends' School a Tottenham, e lì incontrò William Yarrell. 
Gurney pubblicò molti articoli sul giornale The Zoologist sugli uccelli di Norfolk. Nel 1864 pubblicò la prima parte del Catalogo descrittivo della sua collezione ornitologica e nel 1872 pubblicò il libro The Birds of Damara Land (Gli uccelli delle terre dei Damara)].
Tra il 1875 e il 1882 produsse una serie di note nella rivista scientifica The Ibis sul primo volume del Catalogue of Birds in the British Museum. Nel 1884 pubblicò la List of Diurnal Birds of Prey, with References and Annotations.
Trascorse i suoi ultimi 20 anni di vita nella casa della sua famiglia a Northrepps, vicino a Cromer.
Suo figlio, John Henry Gurney Jr., fu anche lui un ornitologo.
La sottospecie sudafricana di svasso piccolo, Podiceps nigricollis gurneyi, fu chiamata così dallo zoologo sudafricano Austin Roberts nel 1919 in suo onore.
| Gurney Sr, JH è l'abbreviazione standard utilizzata per le specie animali descritte da John Henry Gurney. Categoria:Taxa classificati da John Henry Gurney |